# کریستوفر وبر
کریستوفر وبر (انگلیسی: Christopher Webber؛ زادهٔ ۲۷ مهٔ ۱۹۵۳) نمایشنامه‌نویس و بازیگر اهل بریتانیا است.
از فیلم‌ها یا مجموعه‌های تلویزیونی که وی در آن‌ها نقش داشته‌است، می‌توان به پوآرو اشاره نمود.